# Ralph Abernathy

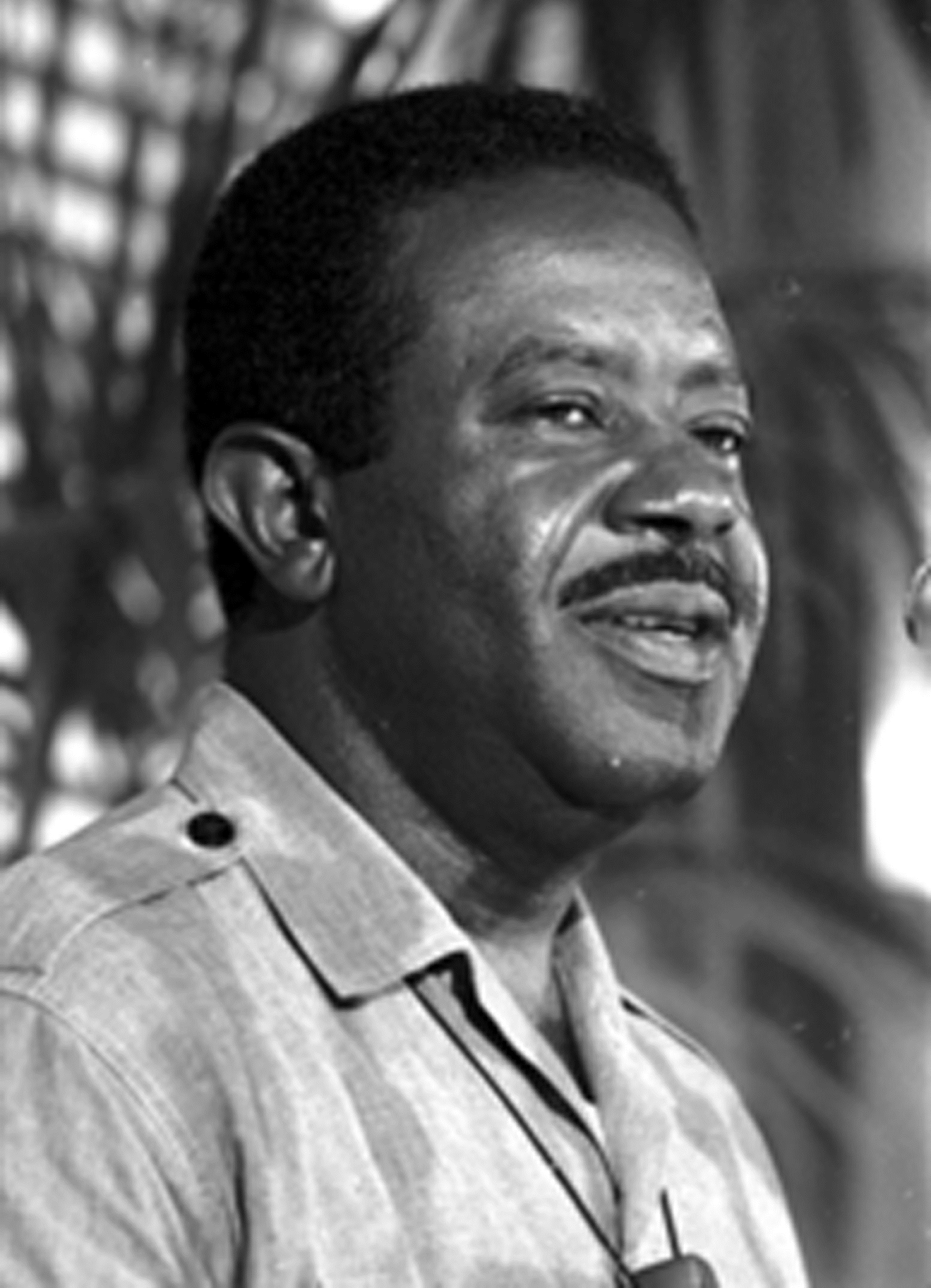
Ralph Abernathy. Foto van Warren K. Leffler, 14 juni 1968

Ralph David Abernathy (Linden (Alabama), 11 maart 1926 - Atlanta, 17 april 1990) was een leider van de Amerikaanse burgerrechtenbeweging.

## Jeugd en opleiding
Abernathy werd in Linden (Alabama) geboren als boerenzoon. Na het vervullen van de dienstplicht tijdens de Tweede Wereldoorlog rondde hij in 1950 een studie wiskunde af aan de Alabama State University. Nadien volgde hij nog een studie sociologie aan de Atlanta University. Hij werd dominee bij de First Baptist Church in Montgomery (Alabama).

## Relatie met Martin Luther King
Tijdens zijn periode als dominee in Montgomery ontmoette hij Martin Luther King. De hechte band tussen de twee mannen zou standhouden tot de moord op King op 4 april 1968.
In 1955-1956 organiseerden King en Abernathy samen een boycot van het openbaar vervoer in Montgomery door de zwarte gemeenschap. Deze gebeurtenis markeert het begin van het einde aan de rassensegregatie in de Amerikaanse maatschappij.
Binnen de in 1957 opgerichte burgerrechtenbeweging Southern Christian Leadership Conference (SCLC) was Abernathy de tweede man, achter voorzitter King. Tijdens de jaren 60 bleef Abernathy een van de belangrijkste adviseurs van King. Na de moord op King volgde Abernathy hem op als voorzitter van de SCLC.

## Latere leven
In 1977 trad Abernathy terug als voorzitter van de SCLC, en keerde hij terug als dominee in Atlanta. Hij overleed in 1990.